# Perdita foleyi
Perdita foleyi är en biart som beskrevs av Timberlake 1958. Perdita foleyi ingår i släktet Perdita och familjen grävbin. Inga underarter finns listade i Catalogue of Life.